# Kenneth Pitt
Pour les articles homonymes, voir Pitt.
Kenneth Pitt est un imprésario britannique né le 10 novembre 1922 à Southall et mort le 25 février 2019 dans le Hertfordshire. Il est principalement connu pour avoir travaillé avec David Bowie entre 1966 et 1970.

## Biographie
Après avoir étudié à la Slade School of Fine Art, Kenneth Pitt commence à travailler pour la Rank Organisation au début des années 1940, d'abord comme designer, puis au service des relations publiques. Il fait ses débuts dans l'industrie musicale à la fin de la décennie et fonde sa propre agence de relations publiques en 1949. Il se fait un nom dans le métier dès l'année suivante en assurant la promotion de Frank Sinatra au Royaume-Uni.
Dans les années 1950, Kenneth Pitt travaille avec de nombreuses vedettes américaines, parmi lesquelles Freddie Bell & The Bellboys, Frankie Laine ou Jerry Lee Lewis. Dans les années 1960, il contribue aux premiers succès du groupe Manfred Mann et du chanteur Crispian St. Peters (en). Il collabore avec Albert Grossman (en) lors de la première visite au Royaume-Uni de Bob Dylan en 1964.
En 1966, Pitt est contacté par Ralph Horton, l'imprésario du jeune David Bowie, qui lui propose de s'associer avec lui. Leur collaboration ne dure que quelques mois et Pitt devient le seul agent du chanteur dès février 1967. Il joue un rôle important dans son développement artistique, notamment en l'initiant au théâtre et en lui permettant de découvrir The Velvet Underground, dont il ramène au Royaume-Uni une version de test du premier album, The Velvet Underground and Nico, avant sa sortie. C'est sous son égide que Bowie enregistre son premier album, David Bowie (1967), et qu'il connaît son premier succès avec le single Space Oddity (1969).
La relation professionnelle entre Bowie et Pitt prend fin en 1970, lorsque Bowie prend comme nouvel imprésario Tony Defries. Pitt cesse par la suite toute activité d'imprésario et se contente du rôle de consultant auprès de vedettes étrangères en visite au Royaume-Uni. Il revient sur sa relation avec Bowie dans un livre, Bowie: The Pitt Report, publié en 1985. Il meurt en 2019, à l'âge de quatre-vingt-seize ans.